# 那时那地
《那时那地》（英語：Over There）是一部由FX电视网制作的战争电视剧。该剧于2005年7月27日在美国播出，在加拿大历史频道播出的时间是2005年9月6日。在美国和英国播出的时候，该剧是以16：9比例的高清画质播出的。
本剧跟踪记录了一只隶属于美军第三步兵师的小队在伊拉克战争中的各种经历，以及战争对于士兵家人的影响。该小队的士兵都是第一次参加战斗。该剧的战争场景拍摄于加利福尼亚沙漠，而家庭场景则拍摄于大洛杉矶地区。
首播剧的制作人是Steven Bochco（他还制作了《纽约重案组》、《L.A.LAW》和《Hill Street Blues》）。起初，该剧由联合派拉蒙电视网制作的，但出于国际收益的考虑，他们预期不能得到较高回报，UPN取消了制作计划。但根据路透社的统计，全球有100家付费有线电视网播出了该剧。
剧名“那时那地”源自于George M. Cohan在1917年发行的同名歌曲，关于一战美军士兵的歌曲。该剧是第一部根据当今美国军事行动的编写电视剧。另外一个不寻常之举就是该剧在开始播出几周后（2005年8月2日）发行了DVD。
FX电视网于2005年11月1日正式宣布，由于收视率低迷，该剧不再继续播出。第十三集也是本剧的最后一集《Follow the Money》于2005年10月26日播出。
完整版的DVD于2006年3月21日在美国和加拿大同时发行。
本剧主题曲采用了Chris Gerolmo的《那时那地》。